# Municipio de Orrock
El municipio de Orrock (en inglés: Orrock Township) es un municipio ubicado en el condado de Sherburne en el estado estadounidense de Minnesota. En el año 2010 tenía una población de 3451 habitantes y una densidad poblacional de 36,77 personas por km².

## Geografía
El municipio de Orrock se encuentra ubicado en las coordenadas 45°25′22″N 93°42′2″O / 45.42278, -93.70056. Según la Oficina del Censo de los Estados Unidos, el municipio tiene una superficie total de 93.86 km², de la cual 90,14 km² corresponden a tierra firme y (3,97 %) 3,72 km² es agua.

## Demografía
Según el censo de 2010, había 3451 personas residiendo en el municipio de Orrock. La densidad de población era de 36,77 hab./km². De los 3451 habitantes, el municipio de Orrock estaba compuesto por el 97,19 % blancos, el 0,2 % eran afroamericanos, el 0,32 % eran amerindios, el 0,35 % eran asiáticos, el 0,61 % eran de otras razas y el 1,33 % eran de una mezcla de razas. Del total de la población el 1,59 % eran hispanos o latinos de cualquier raza.